# Apeadeiro de Rates
O Apeadeiro de Rates é uma interface encerrada da Linha do Porto à Póvoa e Famalicão, que servia a localidade de São Pedro de Rates, no Município de Póvoa de Varzim, em Portugal.

## História

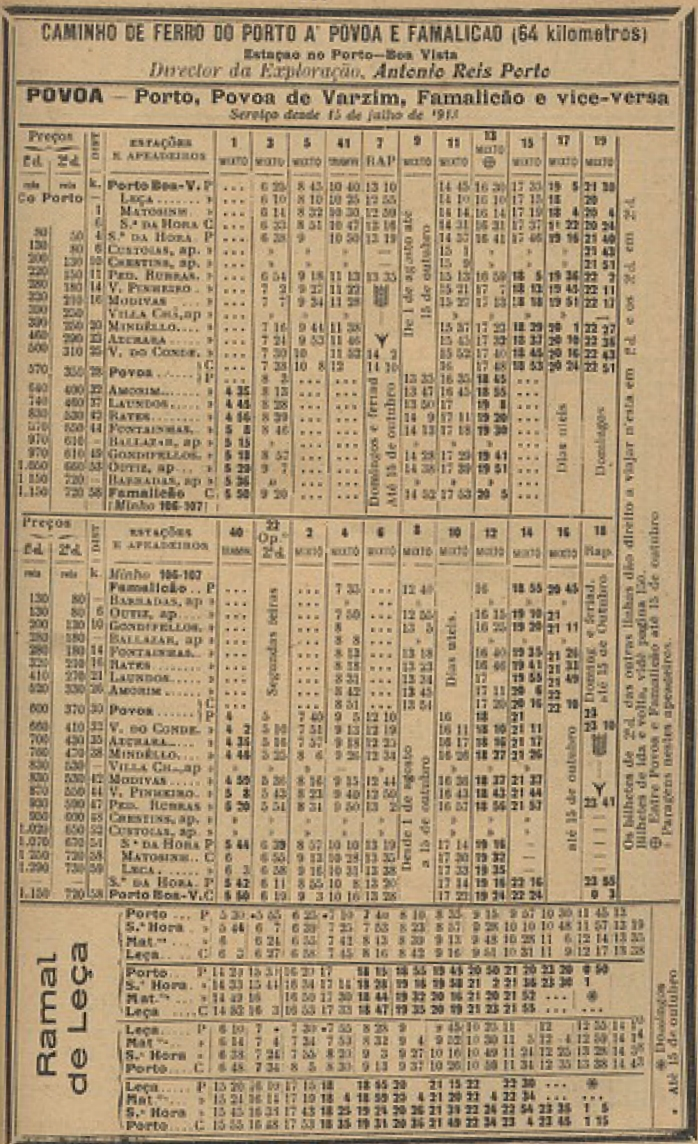
Horários de 1913, onde Rates aparece com a categoria de estação.

Este apeadeiro situa-se no troço entre Póvoa de Varzim e Fontainhas, que entrou ao serviço em 7 de Agosto de 1878.
Nos horários de 1913, surgia com a categoria de estação.

## Leitura recomendada
- PINHO, Manuel Fernandes Soares (2007). A Vila de S. Pedro de Rates e o caminho de ferro. Póvoa do Varzim: Câmara Municipal de Póvoa do Varzim. 220 páginas. ISBN 978-972-9146-44-2